# Varvare Sahakjan
Varvare Sahakjan, död 1934, var en armenisk politiker.   Hon blev 1919 en av de första tre kvinnorna att väljas in i parlamentet. 